# Martînivka, Cervonoarmiisk
Martînivka (în ucraineană Мартинівка) este localitatea de reședință a comunei Martînivka din raionul Cervonoarmiisk, regiunea Jîtomîr, Ucraina.

## Demografie
Componența lingvistică a localității Martînivka
     Ucraineană (98,08%)
     Rusă (1,74%)
     Alte limbi (0,17%)
Conform recensământului din 2001, majoritatea populației localității Martînivka era vorbitoare de ucraineană (98,08%), existând în minoritate și vorbitori de rusă (1,74%).